# شرارت در همه جا
شرارت در همه جا (انگلیسی: Villains Everywhere؛‏ کره‌ای: 빌런의 나라) مجموعه تلویزیونی محصول کره جنوبی در ژانر سیتکام به نویسندگی چه وو و پارک کوانگ یون، به کارگردانی کیم یونگ جو و چوی جونگ اون و با بازی اوه نا را، سو یو جین، سو هیون چول، سونگ جی وو و پارک یونگ گیو است. این مجموعه از ۱۹ مارس ۲۰۲۵، روزهای چهارشنبه و پنجشنبه ساعت ۲۱:۵۰ (کی‌اس‌تی) از کی‌بی‌اس۲ پخش خواهد شد.

## بازیگران

### اصلی
- اوه نا-را در نقش اوه نا را[۴]
- سو یو جین در نقش اوه یو جین[۴]
- پارک یونگ گیو در نقش اوه یونگ گیو[۴]
- سو هیون چول در نقش سو هیون چول[۴]
- سونگ جین وو در نقش سونگ جین وو[۴]
- چوی یه نا در نقش گو وون هی[۱]